# Hotel Mondial
Hotel Mondial ist eine deutsche ZDF-Vorabendserie, die von Ende Juni 2022 bis September 2023 produziert wurde. Die 1. Staffel umfasste zwölf Folgen und wurde vom 1. Februar 2023 bis zum 19. April 2023 jeweils mittwochs um 19:25 Uhr ausgestrahlt. In der ZDF-Mediathek konnten die Folgen jeweils zwei Wochen früher gestreamt werden. Die Dreharbeiten der ersten Staffel endeten im September 2022.
Die Außenaufnahmen wurden in Schwerin, dem Standort des Hotels, gedreht. Die Innenaufnahmen erfolgten in einer alten Teppichfabrik in Geesthacht in der Nähe von Hamburg. Die Kulissen in Geesthacht blieben nach dem Dreh der 1. Staffel für die weiteren Dreharbeiten stehen. Wegen des Erfolgs der Serie vor allem in der ZDF-Mediathek hat das ZDF die Produktion einer zweiten Staffel beauftragt. Der Dreh der 2. Staffel begann im Juni 2023 und endete im September 2023. Vom 4. Oktober 2023 bis zum 27. Dezember 2023 wurde diese im ZDF ausgestrahlt. Am 11. Dezember 2023 gab das ZDF die Einstellung der Serie nach der zweiten Staffel bekannt. Fans der Serie im In- und Ausland starteten daraufhin auf Change.org eine Petition, um für den Erhalt der Serie zu kämpfen.

## Handlung
Die Vorabendserie dreht sich um ein Spitzenhotel in Schwerin. Neben den Geschichten um die Hotelcrew stehen in jeder Episode andere Gäste im Fokus mit ihren kleineren oder größeren Problemen.

### Staffel 1
Neben dem alltäglichen Wahnsinn mit schwierigen Gästen droht der Hotelcrew neuer Ärger. Denn gerade angekommen im Hotel Mondial ist auch die neue Chefin Eva de Vries. Diese plant vieles im Hotel umzukrempeln und gerät durch ihren Wunsch nach Veränderungen immer wieder mit den Mitarbeitern aneinander. Außerdem möchte die neue Rezeptionistin Lara Hildebrandt Klarheit über ihre Identität. Sie versucht, mehr über die Geschichte des Hotels herauszufinden, da sie dort vor vielen Jahren ihrer leiblichen Mutter entrissen wurde.

### Staffel 2
Kurz vor der Übergabe und somit Schließung des Mondials kehrt Hotel-Chefin Eva de Vries zurück, um die Schließung zu verhindern. Uli und Eva können ihre Gefühle nicht mehr zurückhalten und werden ein Paar. Als Jeremy davon erfährt, weiß er nicht wie er damit leben soll und spielt mit dem Gedanken, das Hotel zu verlassen. Das Hotel soll den fünften Stern bekommen und die Crew tut alles dafür um die Auflagen zu erfüllen. Dann passiert es doch anders und das Hotel darf den fünften Stern nicht bekommen, schlussendlich muss das Mondial bangen, den vierten Stern behalten zu dürfen.

## Besetzung
Die Rolle der neuen Chefin wird von Gesine Cukrowski gespielt. In weiteren Hauptrollen sind Lea Sophie Salfeld als Concierge Maria Rietzel und Agnes Mann als Restaurantchefin Uli Kersting sowie Joy Ewulu als neue Rezeptionistin Lara Hildebrandt zu sehen. Ergänzt wird das Team des Hotels durch Richard Kreutz, Nhung Hong, Louis Held, Daniel Aichinger, Salvatore Greco und Sarah Palarczyk.
In Episodenrollen sind u. a. Steffen Groth, Paula Schramm, Barbara Prakopenka, Bert Tischendorf, Larissa Marolt, Reiner Schöne, Daniela Ziegler, Leander Lichti und Simon Böer zu sehen.

## Rollen und Positionen

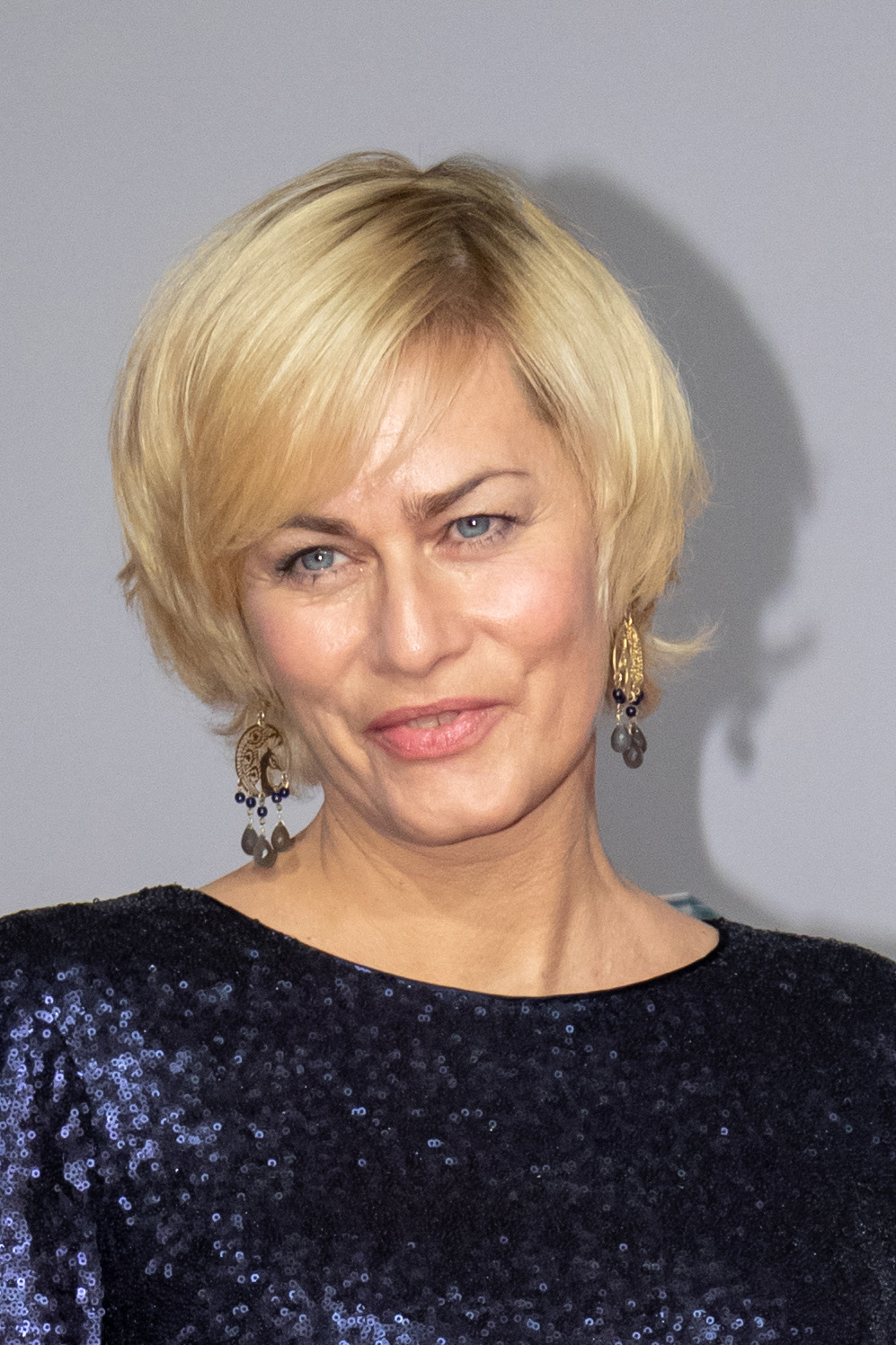
Gesine Cukrowski

| Rolle              | Schauspieler       | Position im Hotel             |
| ------------------ | ------------------ | ----------------------------- |
| Eva de Vries       | Gesine Cukrowski   | Hotelchefin                   |
| Lara Hildebrandt   | Joy Ewulu          | Rezeptionistin                |
| Maria Rietzel      | Lea Sophie Salfeld | Concierge                     |
| Raik König         | Daniel Aichinger   | Chef-Rezeptionist             |
| Paolo Brinkmann    | Louis Held         | Auszubildender & Barkeeper    |
| Linh Thuy          | Nhung Hong         | Auszubildende                 |
| Florian Schönauer  | Richard Kreutz     | Page                          |
| Jeremy Turner      | Salvatore Greco    | Chef des Housekeeping         |
| Eddy Plaschka      | Bo Hansen          | Leiter des Sicherheitsdiensts |
| Uli Kersting       | Agnes Mann         | Restaurantchefin              |
| Pit Dübescheidt    | Lennart Lemster    | Koch                          |
| Svetlana Bogdanowa | Sarah Palarczyk    | Zimmermädchen                 |
| Ingrid Plaschka    | Charlotte Crome    | Hausmeisterin                 |

## Produktion
Die vom ZDF beauftragte Produktionsfirma Neue Deutsche Filmgesellschaft bezeichnet Hotel Mondial als eine „Workplace-EnsembleSerie“. Die Creatoren der Serie sind Markus Stromiedel und Johannes Pollmann, als Headautor der 1. Staffel war neben Creator Markus Stromiedel auch Roger Schmelzer für die Buchentwicklung verantwortlich. Regisseure der ersten 12 Folgen waren Hartwig van der Neut, Eva Wolf und Jurij Neumann tätig. Die Drehbücher stammen von Markus Stromiedel, Roger Schmelzer, Dina El-Nawab, Katharina Ruß, Monika Sandmann, Dirk Udelhoven, Christin Burger, Julia Meimberg und Kristin Schade.

## Handlungsort

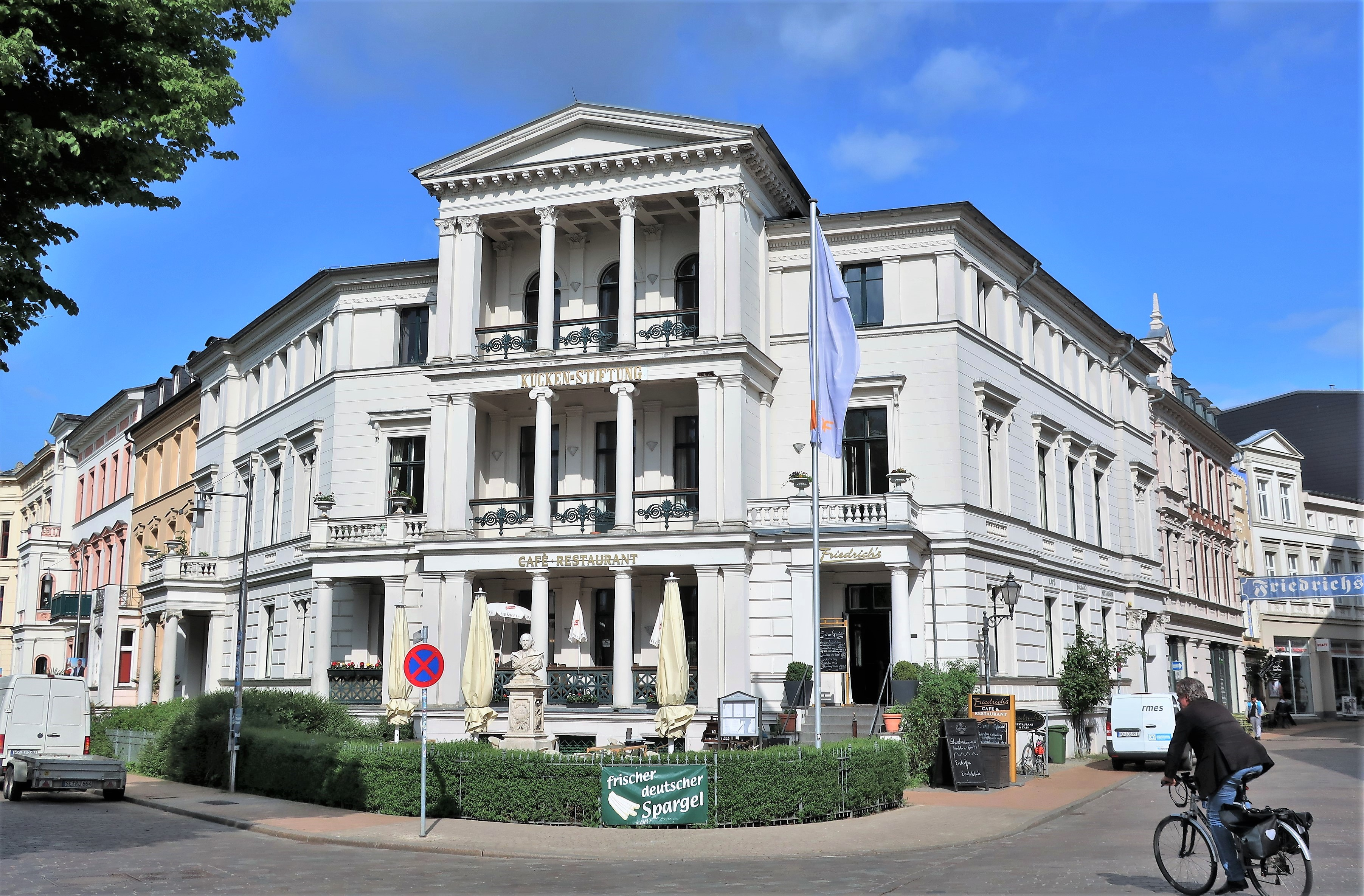
Das Gebäude der Kückenstiftung ist Außenkulisse für das Hotel Mondial

Die Filmkulisse für das Hotel Mondial bildet das Gebäude der Kückenstiftung in Schwerin. Es befindet sich auf der östlichen Seite des Pfaffenteichs. Diese wurde 1865 aufgeschüttet und als Promenade fertiggestellt. Eines der ersten Häuser hier war das dreigeschossige verputzte spätklassizistische Wohn- und Geschäftshaus. Das Gebäude mit seiner dominanten palaisartigen Eckausbildung, den hohen Arkaden und den dorischen Säulen wurde zwischen 1866 und 1868 nach Plänen des Hoftischlermeisters H. Peters gebaut. Seit 1995 befindet sich im Erdgeschoss des Gebäudes das Restaurant Friedrich’s. In den oberen Etagen hat das ZDF-Landesstudio Mecklenburg-Vorpommern seinen Sitz.
Das Haus ist nach Friedrich Wilhelm Kücken (1810–1882) benannt. Kücken war ein Musiker und Komponist der Romantik. Er wirkte in den 1830er Jahren als Musiklehrer am Hofe des Großherzogs Paul Friedrich und von 1847 bis 1862 als Hofkapellmeister. Kücken wirkte auch in der Schweiz, in Paris und in Stuttgart. Nach seiner Zeit am Stuttgarter Hof lebte er wieder in Schwerin und bezog das Haus am Pfaffenteich als Wohnhaus.
Das Gebäude ist Teil des Residenzensembles Schwerin, das seit 2014 auf der deutschen Tentativliste für künftige Vorschläge der Bundesrepublik Deutschland zur Aufnahme ins UNESCO-Welterbe verzeichnet ist.

## Episodenliste

### Staffel 1
| Nr. (ges.) | Nr. (St.) | Originaltitel      | Erstausstrahlung D | Regie                | Drehbuch                                                          |
| ---------- | --------- | ------------------ | ------------------ | -------------------- | ----------------------------------------------------------------- |
| 1          | 1         | Alles auf Anfang   | 1. Feb. 2023       | Eva Wolf             | Markus Stromiedel                                                 |
| 2          | 2         | Privatsache        | 8. Feb. 2023       | Eva Wolf             | Dina El-Nawab, Markus Stromiedel, Roger Schmelzer                 |
| 3          | 3         | Meuterei           | 15. Feb. 2023      | Hartwig van der Neut | Roger Schmelzer, Markus Stromiedel                                |
| 4          | 4         | Alle für einen     | 22. Feb. 2023      | Hartwig van der Neut | Monika Sandmann, Dirk Udelhoven, Katharina Ruß, Markus Stromiedel |
| 5          | 5         | Familienbande      | 1. März 2023       | Hartwig van der Neut | Monika Sandmann, Dirk Udelhoven, Roger Schmelzer                  |
| 6          | 6         | Klassentreffen     | 8. März 2023       | Hartwig van der Neut | Roger Schmelzer, Markus Stromiedel                                |
| 7          | 7         | Der schöne Schein  | 15. März 2023      | Eva Wolf             | Christin Burger                                                   |
| 8          | 8         | Vaterfreuden       | 22. März 2023      | Eva Wolf             | Julia Meimberg, Kristin Schade                                    |
| 9          | 9         | Der Antrag         | 29. März 2023      | Jurij Neumann        | Henning Heup                                                      |
| 10         | 10        | Nachts im Hotel    | 5. Apr. 2023       | Jurij Neumann        | Roger Schmelzer                                                   |
| 11         | 11        | In der Schusslinie | 12. Apr. 2023      | Jurij Neumann        | Dina El-Nawab                                                     |
| 12         | 12        | Kalte Abreise      | 19. Apr. 2023      | Jurij Neumann        | Markus Stromiedel                                                 |

### Staffel 2
| Nr. (ges.) | Nr. (St.) | Originaltitel                | Erstausstrahlung D | Regie          | Drehbuch                                         |
| ---------- | --------- | ---------------------------- | ------------------ | -------------- | ------------------------------------------------ |
| 13         | 1         | Auf Messers Schneide         | 4. Okt. 2023       | Jurij Neumann  | Julia Meimberg, Kristin Schade                   |
| 14         | 2         | Mut zur Wahrheit             | 11. Okt. 2023      | Jurij Neumann  | Julia Meimberg, Kristin Schade                   |
| 15         | 3         | Alles auf eine Karte         | 18. Okt. 2023      | Jurij Neumann  | Henning Heup                                     |
| 16         | 4         | Achterbahn der Gefühle       | 25. Okt. 2023      | Jurij Neumann  | Roger Schmelzer                                  |
| 17         | 5         | Ratschläge sind auch Schläge | 8. Nov. 2023       | Käthe Niemeyer | Miriam Helck, Peter Holzwarth                    |
| 18         | 6         | Am Abgrund                   | 15. Nov. 2023      | Käthe Niemeyer | Stephanie Blöbaum                                |
| 19         | 7         | Zurück auf Los               | 22. Nov. 2023      | Käthe Niemeyer | Rafael Solá Ferrer, Michael Ehnert               |
| 20         | 8         | Neben der Spur               | 29. Nov. 2023      | Käthe Niemeyer | Monika Sandmann, Dirk Udelhoven, Roger Schmelzer |
| 21         | 9         | Streik                       | 6. Dez. 2023       | Oliver Muth    | Hagen Haas                                       |
| 22         | 10        | Revanche                     | 13. Dez. 2023      | Oliver Muth    | René Förder, Stephan Pächer                      |
| 23         | 11        | Versuchungen                 | 20. Dez. 2023      | Oliver Muth    | Viktoria Assenov                                 |
| 24         | 12        | Der perfekte Sturm           | 27. Dez. 2023      | Oliver Muth    | Roger Schmelzer                                  |

## Rezension
„Durch die jeweils knapp 45 Minuten zieht sich eine vom ZDF-Vorabend bekannte Leichtig- und Herzlichkeit, das stete Bestreben nirgends zu sehr anzuecken und sich von einigen bekannten und beliebten Gesichtern in die Primetime tragen zu lassen.“

„Die Serie ist kurzweilig und lebt von guten schauspielerischen Leistungen, Neues aber darf man hier nicht erwarten, eher Dialoge und Mimik, die an US-Serien wie ‚Ally McBeal‘ erinnern, ähnlich ist auch der Humor von Hotel Mondial gestrickt.“

„Die neue ZDF-Vorabendserie „Hotel Mondial“ will Unterhaltung bieten und zugleich gesellschaftliche Themen wie Rassismus und soziale Fragen aufgreifen. (...) Das gelingt über weite Strecken mit leichter Hand dank flotter Dialoge sowie Charakteren, die mehr als eine Seite zeigen dürfen.“

„Generell wirken im „Hotel Mondial“ die Gäste eher wie ein zusätzlicher Downer in einem volatilen Mikrokosmos, der an Auseinandersetzungen und Antipathien, vor allem im Kontext einer Unterhaltungsserie, bereits viel zu überfrachtet ist. Letztendlich werden die Gäste von den Machern um Headautor Markus Stromiedel („Notruf Hafenkante“) weitaus empathischer behandelt als die Hauptfiguren.“

„Leider aber wirken die Handlungsstränge allzu oft wie vom Reißbrett der Diversitäts-Selbstverpflichtung. Erst einmal gibt es zwölf Folgen von „Hotel Mondial“. Falls es weitergehen sollte, seien bessere Drehbücher empfohlen.“

## Reichweite
Im Schnitt sahen bei der linearen Ausstrahlung 2,8 Millionen Zuschauer die zwölf Folgen. Der Marktanteil lag bei bis zu 12 Prozent. Hinzu kommen die Abrufzahlen in der ZDF-Mediathek. Hier legte das ZDF keine genaue Zahlen vor, gab jedoch an, dass die Nutzungswerte besser als bei den Serien Notruf Hafenkante und Blutige Anfänger lägen, aber unter denen der Serie Bettys Diagnose. In einem Interview bestätigte der Produzent der Serie, Johannes Pollmann, dass die Serie das „zweistärkste Exit-Primetime-Programm“ des ZDF in der ZDF-Mediathek war.

## DVD-Veröffentlichung
Staffel 1 erschien am 24. November 2023.
Staffel 2 erschien am 23. Februar 2024.